# Verbano Cusio Ossola
Verbano Cusio Ossola är en provins i regionen Piemonte i Italien. Verbania är huvudort i provinsen.
Provinsen skapades 1992 genom en delning av provinsen Novara.

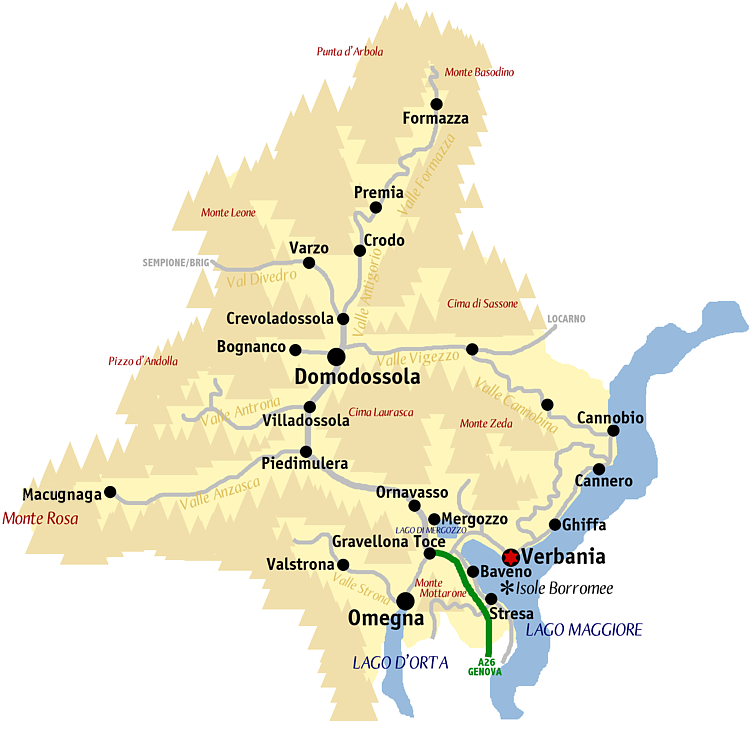
Karta över provinsen

## Administration
Provinsen Verbano Cusio Ossola är indelad i 74 comuni (kommuner). Alla kommuner finns i lista över kommuner i provinsen Verbano-Cusio-Ossola.
| Datum          | Ny kommun       | Kommuner som upphörde                         |
| -------------- | --------------- | --------------------------------------------- |
| 1 januari 2016 | Borgomezzavalle | Seppiana och Viganella                        |
| 1 januari 2019 | Valle Cannobina | Cavaglio-Spoccia, Cursolo-Orasso och Falmenta |